# Andrzej Wójs
Andrzej Wójs, né le 5 décembre 1979 à Nowy Sącz, est un céiste polonais.

## Carrière
Il est médaillé d'argent en C2 par équipe aux Championnats d'Europe de slalom 1996 et médaillé de bronze en C2 par équipe aux Championnats du monde de slalom 2002 et 2003.